# Вшемірув
Вшемірув (пол. Wszemirów) — село в Польщі, у гміні Прусиці Тшебницького повіту Нижньосілезького воєводства.
Населення — 457 осіб (2011).
У 1975-1998 роках село належало до Вроцлавського воєводства.

## Демографія
Демографічна структура станом на 31 березня 2011 року:
|          | Загалом | Допрацездатний вік | Працездатний вік | Постпрацездатний вік |
| -------- | ------- | ------------------ | ---------------- | -------------------- |
| Чоловіки | 249     | 57                 | 174              | 18                   |
| Жінки    | 208     | 31                 | 136              | 41                   |
| Разом    | 457     | 88                 | 310              | 59                   |